# Франческо Дзабарелла
Франческо Дзабарелла (італ. Piove di Sacco, 10 серпня 1360 — 26 вересня 1417, Костанц) — італійський юрист, кардинал, католицький єпископ і дипломат.
Вона зіграла важливу роль у розв'язанні західного розколу.

## Біографія

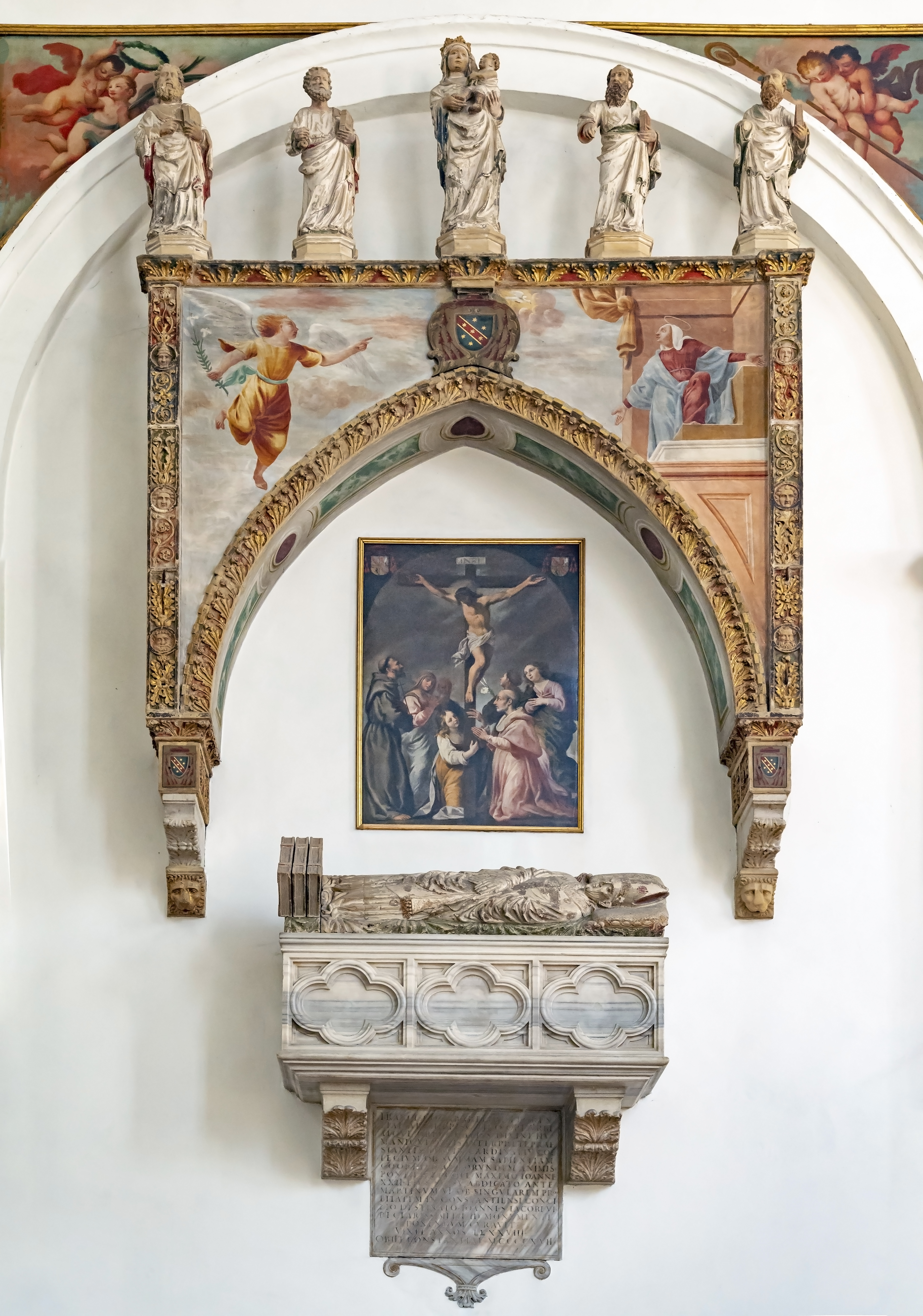
Падуанський собор, гробниця кардинала Забарелли

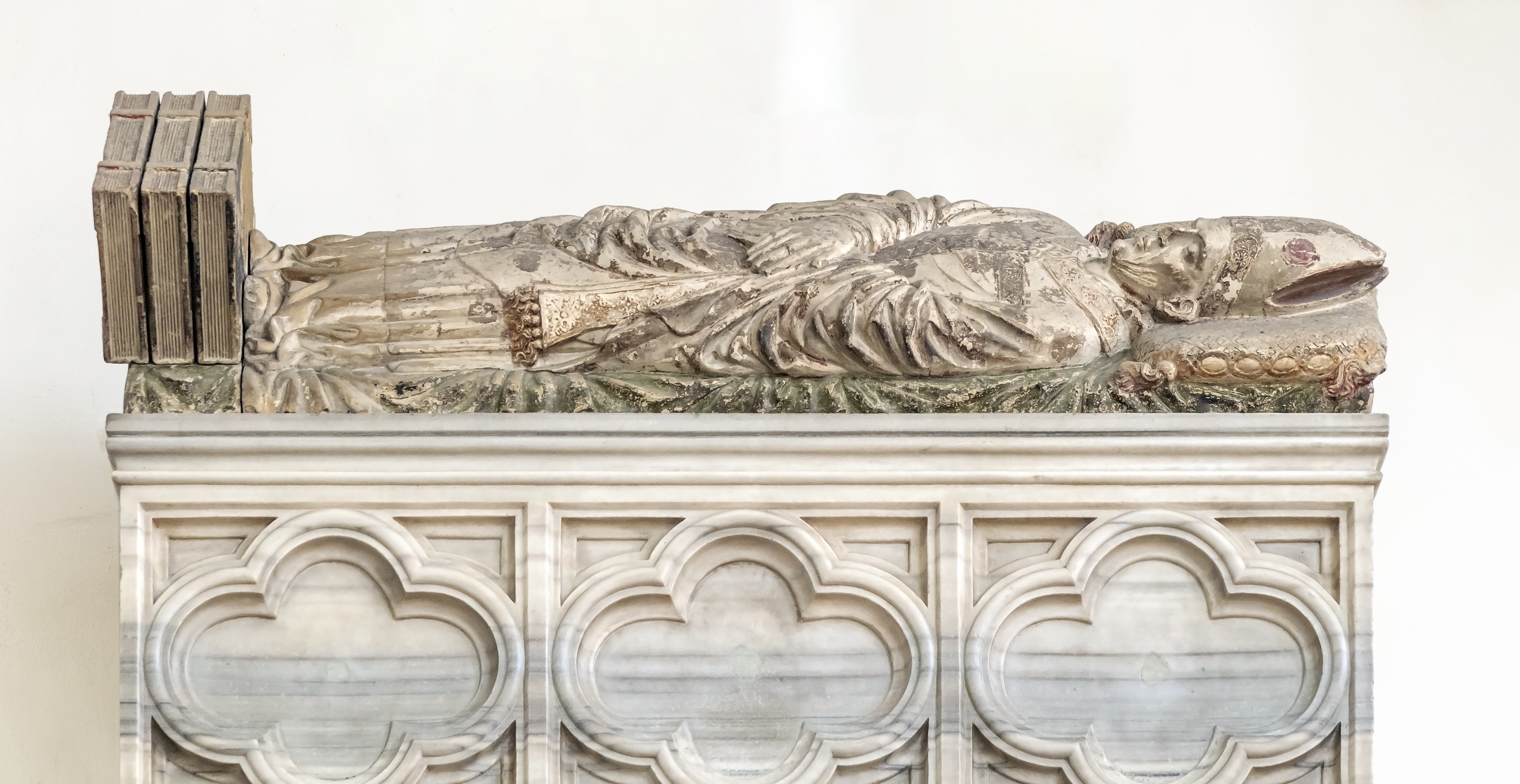
Домовина кардинала

Франческо народився в 1360 році в Піове-ді-Сакко в районі Падуї у впливовій родині.
Він вивчав граматику, філософію, теологію, право в Падуанському університеті, де був викладачем Антоніо Насері, в університеті Болоньї, де був учнем Лоренцо дель Піно та Джованні да Леньяно і в 1382 році отримав ліцензію з канонічного права. У 1385 році у Флоренції він закінчив університет і став utroque iure.
Франческо був митрополитом-каноником Санта-Марія-дель-Фьоре за часів єпископа Анджело Аччаюолі молодшого і протягом п'яти років викладав у місті канонічне право. Після смерті єпископа він був зазначений як один із найбільш вірогідних і популярних його наступників (близько 1385 р.), але він не відразу отримав посаду, а тим часом став генеральним вікарієм.
На початку 1391 року він повернувся до Падуанського університету, де працював професором до 1410 року.
У Падуї в 1397 році він також став протоієреєм собору і був долучений до численних посольств для міського уряду, включаючи місію до короля Франції Карла VI з проханням про підтримку проти експансіоністських цілей Венеціанської Республіки. Він убв у складі делегації, яка санкціонувала унію Падуї з Венецією (1406), потім став легатом міста, представляючи його на соборі в Пізі в 1409 році.
Він залишався професором декреталів у Падуї, поки не був призначений єпископом Флоренції 18 червня 1410 року, останнім єпископом до того, як була переведена на архієпархіє. Падуанський капітул марно намагався зробити його єпископом Падуї минулого року.
Його єпископат проіснував лише рік, не залишивши багато слідів: він лише підтримував посольство Палли Строцці до антипапи Івана XXIII. Субсидія, яку вимагали у флорентійців через його призначення, викликала розбіжності. Він став кардиналом-дияконом 17 червня 1411 року, за що відмовився від флорентійського престолу, який перейшов до Амеріго Корсіні. Власник церкви Санті Косма е Даміано в Римі був одним з найактивніших і найвпливовіших псевдокардиналів антипапи Івана XXIII.
Коли виявилося, що Пізанський собор не вирішив західного розколу, а фактично загострив його, Іван XXIII відправив його в Комо разом з кардиналом Антоніо ді Шаллантом і Мануїлом Хрисолором до короля Сигізмонда з повним повноваження щодо визначення часу та місця проведення нового собору, який відбувся в Констанці з 1 листопада 1414 року. Він підтверджував принцип, що сама рада має більший авторитет, ніж папа, теза, яку вже виклав Забарелла, починаючи з 1402 року в одній зі своїх робіт De eius temporis schismate tractatus (індексується до 1559 року).
Завдяки впливу Дзабарелли антипапа Іоанн XXIII беззастережно пішов у відставку (1415 р.). Після того, як собор завершив офіційну процедуру покладення, той самий процес був прийнятий для авіньйонського антипапи Бенедикта XIII (1416 р.). Саме тоді секта гуситів оголосила себе єретичною. На соборі у підсумку було обрано нового понтифіка. Дзабарелла помер у 1417 році незадовго до обрання Папи Мартіна V.
Похований у Констанці в хорі францисканського костелу; пізніше його тіло було перенесено до собору Падуї.
Дзабарелла був автором численних канонічних і філософсько-богословських праць. Багато його листів зберігаються в Австрійській національній бібліотеці у Відні.
Його племінник Бартоломео Дзабарелла також був важливим релігійним діячем.

## Праці

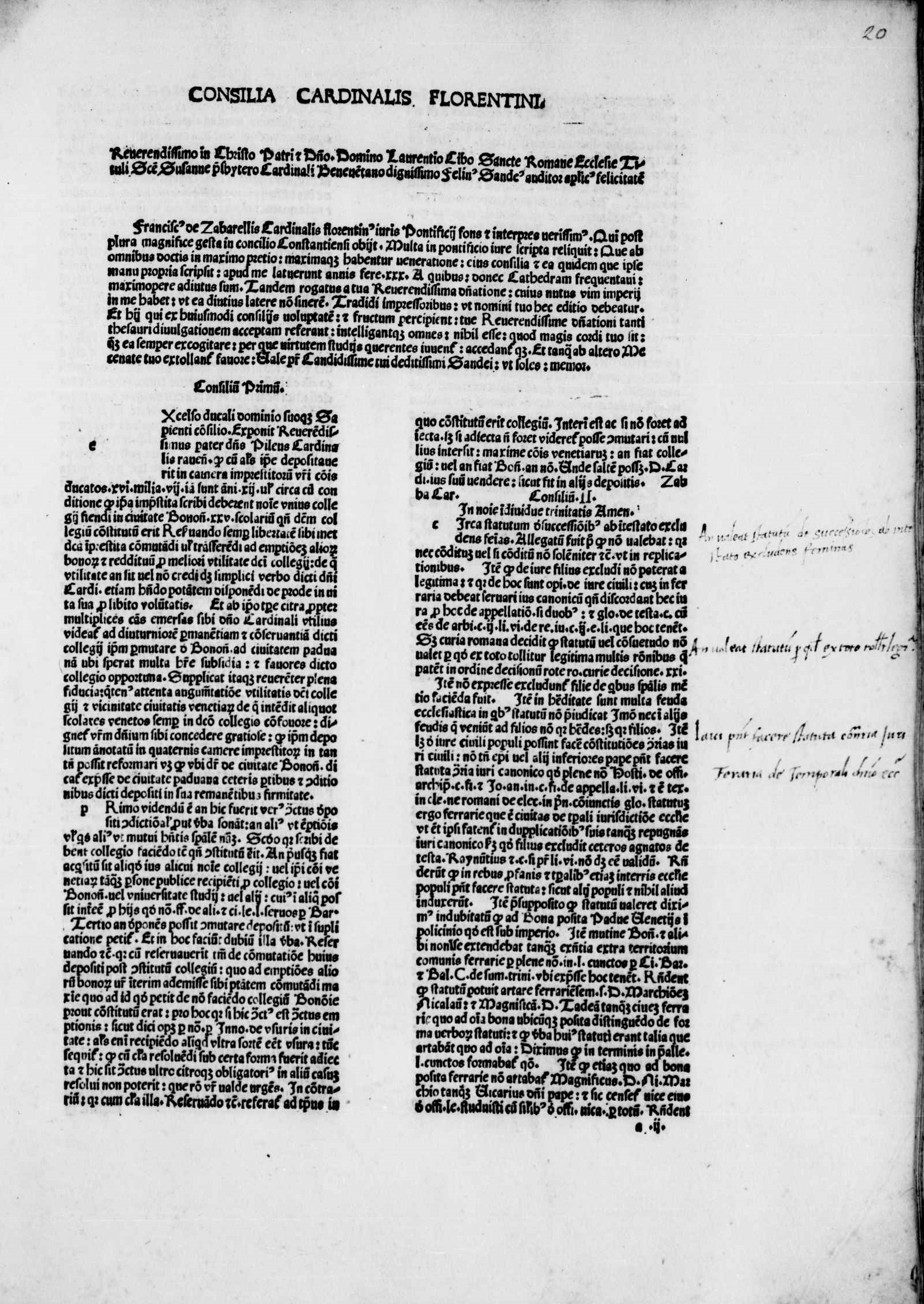
Консилії, видання 1490 року

- De schismate, трактат про церковну політику з вказівками на кінець розколу, опублікований посмертно в Страсбурзі в 1515 році.
- Lectura super Clementinis, текст канонічного права (Неаполь, 1471)
- Коментар у книжці Decretalium
- Consilia juris
  - Consilia (лат.). Pescia: Tipografo dell'Antonio da Cannara.
- De felicitate libri III
- De arte metrica
- De natura rerum diversarum
- De corpore Christi
- Коментар у quinque libros decretalium
  - Commentaria in quinque libros decretalium (лат.). Т. 1. Lyon: Claude Servain.
  - Commentaria in quinque libros decretalium (лат.). Т. 2. Lyon: Thomas Bertheau.
  - Commentaria in quinque libros decretalium (лат.). Т. 3. Lyon.
  - Commentaria in quinque libros decretalium (лат.). Т. 4. Lyon.
  - Commentaria in quinque libros decretalium (лат.). Т. 5. Lyon.
- Коментар у Клементінас
- Repetitiones

## Інші проєкти
- Wikisource містить сторінку, присвячену Франческо Дзабареллі
- Wikimedia Commons містить зображення чи інші файли про Франческо Дзабареллу